# Vavrinec
Vavrinec est un village de Slovaquie situé dans la région de Prešov.

## Histoire
Première mention écrite du village en 1363.

## Démographie

### Évolution de la population
| Année:               | 1994. | 2004.    | 2014.   | 2024.   |
| -------------------- | ----- | -------- | ------- | ------- |
| Nombre de personnes: | 81    | 63       | 60      | 59      |
| Différence:          |       | -22,22 % | -4,76 % | -1,66 % |

| Année:               | 2023. | 2024.   |
| -------------------- | ----- | ------- |
| Nombre de personnes: | 61    | 59      |
| Différence:          |       | -3,27 % |